# Rasual Butler
Rasual Butler (Filadelfia, Pensilvania; 23 de mayo de 1979-Los Ángeles, California; 31 de enero de 2018) fue un baloncestista estadounidense que disputó 14 temporadas en la NBA, jugando para ocho equipos diferentes. Con 2,01 metros de altura, jugaba en la posición de alero. Después de haber crecido en la zona sur de Filadelfia, fue a la Universidad de la Salle en Pensilvania, al noroeste de su Filadelfia natal. Tras su paso por el baloncesto universitario, fue seleccionado en la segunda ronda del Draft de 2002 por Miami Heat.

## Trayectoria deportiva

### Universidad
Jugó cuatro temporadas en los Explorers de la Universidad de La Salle, en las que promedió 19,3 puntos, 5,9 rebotes y 1,6 asistencias por partido. En sus dos últimas temporadas fue incluido en el mejor quinteto de la Atlantic 10 Conference.

### Profesional

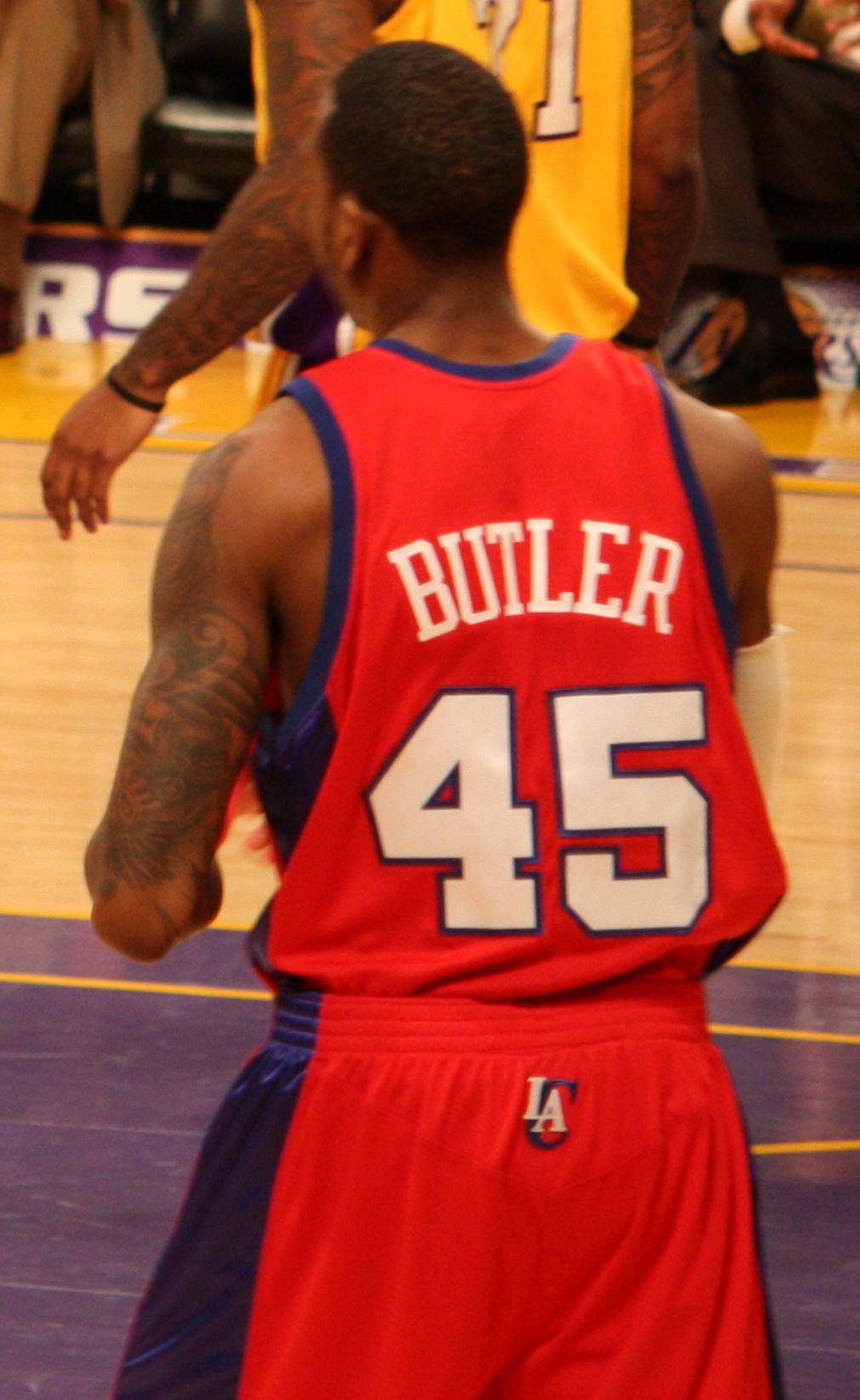
Butler con los Clippers en 2009.

Fue seleccionado en la quincuagésimo tercera posición del Draft de la NBA de 2002 por Miami Heat.
Tras tres temporadas en Florida, el 2 de agosto de 2005, fue enviado a New Orleans Hornets como parte del traspaso más amplio de la historia de la liga, realizado entre cinco equipos. 
En los Hornets pasó a desempeñar un papel más protagonista que el que tenía en los Heat y en sus dos últimas temporadas incrementó notablemente sus números promediando 8,7 puntos en la 2005-06 y 10.1 en la 2006-07. Butler se caracteriza por ser un gran tirador exterior.
El 12 de agosto de 2009 fue traspasado a Los Angeles Clippers a cambio de una elección de segunda ronda condicional del draft de 2016. El 28 de febrero de 2011 fue cortado por los Clippers, con los que hasta ese momento había firmado unos números de 5,2 puntos y 1,9 rebotes en 41 partidos disputados y, a los pocos días, firmó con Chicago Bulls donde jugó 8 partidos aportando 2,4 puntos por encuentro.
El 22 de agosto de 2011, tras nueve temporadas y más de 600 partidos en la NBA, se confirma la marcha a Europa del jugador tras firmar un contrato por el Gran Canaria 2014 de la liga Endesa de España. Al poco tiempo rescindió su contrato con el CB Gran Canaria 2014 alegando motivos personales y fichó por Toronto Raptors de la NBA.
El 18 de enero de 2013, Butler se unió a los Tulsa 66ers de la liga del desarrollo de NBA. Posteriormente fue nombrado el jugador de mejor impacto del año 2013, que se concede a un jugador que se unió a un equipo de la NBA D-League a mitad de camino a través de la temporada y hacer la mayor contribución a raíz de su adquisición en temporada baja.
El 27 de septiembre de 2013, firmó un contrato con los Indiana Pacers.
El 29 de septiembre de 2014, firmó un contrato para jugar con los Washington Wizards. Después de una muy buena pretemporada y una muñeca rota que mantenía fuera a Bradley Beal, Butler consiguió un lugar en el equipo final antes del inicio de la temporada 2014–15. En seis juegos de temporada regular, se consolidó como una fuerza desde el banquillo del entrenador Randy Wittman.
El 28 de septiembre de 2015, Butler se unió a los San Antonio Spurs. El 9 de marzo de 2016, luego de promediar 2,7 puntos, 1,2 rebotes y 9,4 minutos en 46 partidos, fue cortado por los Spurs.
El 26 de septiembre de 2016, Butler firmó con los Minnesota Timberwolves, pero fue cortado del equipo el 22 de octubre luego de cinco partidos de pretemporada.

## Estadísticas de su carrera en la NBA

### Temporada regular
| Año     | Equipo           | PJ  | PT  | MPP  | %TC  | %3P  | %TL  | RPP | APP | ROB | TPP | PPP  |
| ------- | ---------------- | --- | --- | ---- | ---- | ---- | ---- | --- | --- | --- | --- | ---- |
| 2002-03 | Miami            | 72  | 28  | 21.0 | .362 | .292 | .731 | 2.6 | 1.3 | .3  | .6  | 7.5  |
| 2003-04 | Miami            | 45  | 0   | 15.0 | .476 | .463 | .762 | 1.4 | .5  | .2  | .3  | 6.8  |
| 2004-05 | Miami            | 65  | 15  | 18.5 | .399 | .373 | .771 | 2.3 | 1.0 | .3  | .4  | 6.5  |
| 2005-06 | NO/Oklahoma City | 79  | 20  | 23.7 | .406 | .380 | .693 | 2.9 | .5  | .4  | .6  | 8.7  |
| 2006-07 | NO/Oklahoma City | 81  | 38  | 27.4 | .398 | .369 | .644 | 3.2 | .8  | .5  | .7  | 10.1 |
| 2007-08 | New Orleans      | 51  | 8   | 17.2 | .350 | .331 | .839 | 2.0 | .7  | .3  | .4  | 4.9  |
| 2008-09 | New Orleans      | 82  | 74  | 31.9 | .433 | .390 | .782 | 3.3 | .9  | .6  | .7  | 11.2 |
| 2009-10 | L.A. Clippers    | 82  | 64  | 33.0 | .409 | .336 | .841 | 2.9 | 1.4 | .4  | .8  | 11.9 |
| 2010-11 | L.A. Clippers    | 41  | 2   | 18.1 | .323 | .326 | .667 | 1.9 | .7  | .2  | .4  | 5.0  |
| 2010-11 | Chicago          | 6   | 0   | 4.3  | .545 | .571 | .000 | 2.0 | .0  | .0  | .0  | 2.7  |
| 2011-12 | Toronto          | 34  | 14  | 13.3 | .308 | .273 | .583 | 1.9 | .6  | .2  | .1  | 3.2  |
| 2013-14 | Indiana          | 50  | 2   | 7.6  | .464 | .419 | .571 | .8  | .3  | .1  | .2  | 2.7  |
| 2014-15 | Washington       | 70  | 1   | 20.1 | .422 | .387 | .791 | 2.6 | .8  | .4  | .3  | 7.7  |
| 2015-16 | San Antonio      | 46  | 0   | 9.4  | .471 | .306 | .688 | 1.2 | .5  | .3  | .5  | 2.7  |
| Total   | Total            | 809 | 266 | 21.3 | .403 | .362 | .747 | 2.4 | .8  | .4  | .5  | 7.5  |

### Playoffs
| Año   | Equipo      | PJ | PT | MPP  | %TC   | %3P   | %TL   | RPP | APP | ROB | TPP | PPP  |
| ----- | ----------- | -- | -- | ---- | ----- | ----- | ----- | --- | --- | --- | --- | ---- |
| 2004  | Miami       | 10 | 0  | 5.8  | .409  | .333  | .000  | 1.1 | .2  | .1  | .0  | 2.1  |
| 2005  | Miami       | 12 | 1  | 15.2 | .373  | .367  | .333  | 1.5 | .6  | .1  | .1  | 4.7  |
| 2009  | New Orleans | 5  | 5  | 31.6 | .459  | .526  | 1.000 | 3.0 | .2  | .2  | .8  | 10.6 |
| 2011  | Chicago     | 3  | 0  | 2.3  | 1.000 | 1.000 | .000  | .3  | .0  | .0  | .0  | 1.0  |
| 2014  | Indiana     | 10 | 0  | 6.3  | .357  | .417  | 1.000 | .5  | .1  | .1  | .1  | 1.7  |
| 2015  | Washington  | 2  | 0  | 3.5  | .000  | .000  | .000  | .5  | .5  | .0  | .0  | .0   |
| Total | Total       | 42 | 6  | 11.2 | .407  | .417  | .857  | 1.2 | .3  | .1  | .1  | 3.5  |

## Vida personal
Rasual nació bajo el nombre de Felix Rasual Cheeseborough, hijo de Felix Cheeseborough y Cheryl Taylor.

### Fallecimiento
El 31 de enero de 2018, Butler y su esposa, la cantante de R&B Leah LaBelle, conocida por su participación en el programa de televisión estadounidense American Idol, fallecieron en un accidente de tráfico en el distrito de Studio City, en Los Ángeles, California, después de que Butler perdiera el control de su Range Rover y este chocara contra un centro comercial. Según la policía, el vehículo circulaba a más del doble de la velocidad permitida en ese tramo. Todavía está por esclarecer la causa exacta del accidente. Pero la autopsia reveló restos de metanfetamina, oxicodona y marihuana en su sangre, además de un 0.118% de alcohol.